# Систа (река)
Си́ста — река в Волосовском, Кингисеппском и Ломоносовском районах Ленинградской области. Длина — 64 км, площадь водосборного бассейна — 672 км².

## Общие сведения

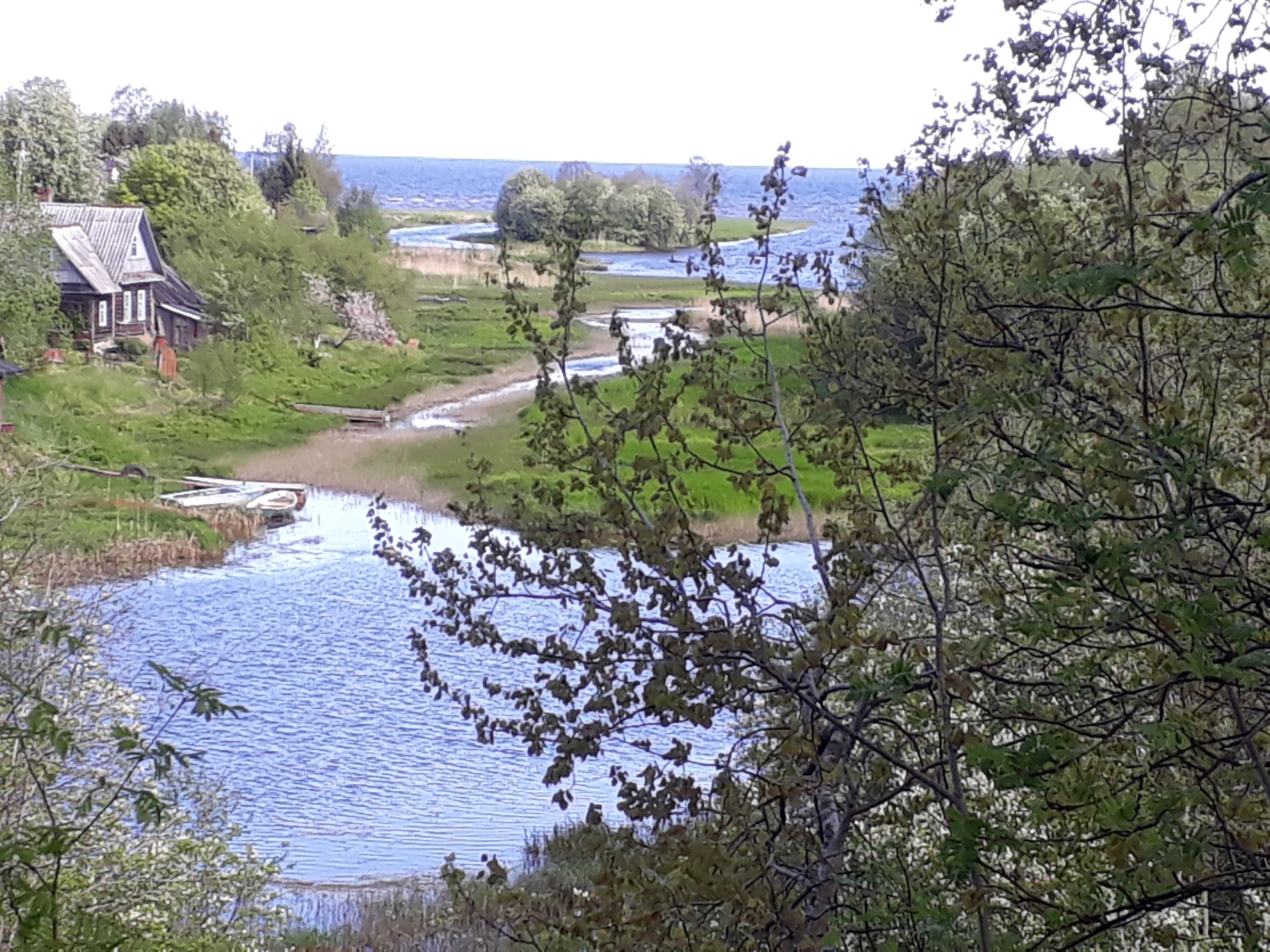
Устье реки Систа

Река Систа течёт со склонов Ижорской возвышенности из Коростовицкого озера (в районе деревень Коростовицы и Карстолово) и впадает в Копорскую губу Финского залива в районе деревни Систо-Палкино.
В верховьях первые 8 км река протекает в крутых берегах, в среднем течении — в низких, болотистых, обрамлённых кустарником и смешанным лесом. Около селений — луга и пашни. В низовье она течёт среди высоких берегов, покрытых сосновым лесом. Пойма двухсторонняя, преобладающая ширина 50 м.
В истоке русло представляет собой песок и местами валуны; между 55-м и 41-м км — гальку, валуны, плиты; на мелких порогах дно песчано-валунное.
Река является основным источником питьевого водоснабжения города Сосновый Бор.

## Притоки
- Ламошка
- Сума
- Ваба

## Населённые пункты
Деревни Систа, Иципино, Сашино, Неппово, Монастырьки, Вассакара, Павлово, Нежново, Ильмово, Райково, Урмизно, Систо-Палкино, Мустово.

## Данные водного реестра
По данным государственного водного реестра России относится к Балтийскому бассейновому округу, водохозяйственный участок реки — Реки бассейна Финского залива, речной подбассейн реки — отсутствует. Относится к речному бассейну реки Нарва (российская часть бассейна).
Код объекта в государственном водном реестре — 01030000712102000025482.